# Sławomir Stawowski
Sławomir Stawowski (ur. 2 marca 1936 roku, zm. 22 stycznia 2000 roku w Radomiu), architekt radomski, malarz, nauczyciel akademicki.

## Życiorys
Student Akademii Sztuk Pięknych w Krakowie. Absolwent Wydziału Architektury Politechniki Krakowskiej (1961). Architekt Powiatowy, Architekt Wojewódzki, a następnie dyrektor Inwestprojektu Tarnobrzeg.
W 1983 roku przeniósł się do Radomia. W latach 1983–1985 pełnił funkcję architekta miejskiego. Był również projektantem w Pracowni Konserwacji Zabytków. Starszy wykładowca na Politechnice Radomskiej (1993-2000).
Autor m.in.: budynku wielorodzinnego przy ul. Wyszyńskiego w Radomiu, budynku mieszkalno-usługowego ul. Mireckiego w Radomiu (z Piotrem Jawornikiem). W 1994 roku otrzymał I nagrodę w konkursie na koncepcję urbanistyczno-architektoniczną zabudowy w kwartale ulic Reja, Wolności, Grochowa i Tybla w Radomiu.
Członek Stowarzyszenia Architektów Polskich O. Radom, a także Automobilklubu Radom (wiceprezes 1991-1995), Towarzystwa Przyjaciół Sztuk Pięknych w Radomiu (wiceprezes 1988-2000) i Radomskiego Towarzystwa Naukowego.
Zmarł 22 stycznia 2000 roku w Radomiu. Trzy dni później pochowany został na cmentarzu w podradomskich Groszowicach.